# Méholle
Die Méholle ist ein knapp 18 Kilometer langer Bach, der im  französischen Département Meuse in der Region Grand Est verläuft und sie ist ein linker und südsüdwestlicher Nebenfluss der Maas.

## Geographie

### Verlauf
Die Méholle entspringt auf einer Höhe von etwa 303 m  im Gemeindegebiet von Montigny-lès-Vaucouleurs, knapp an der Grenze zur Nachbargemeinde Mauvages und entwässert generell Richtung Nordnordost.
Bei Mauvages erreicht die Méholle den Canal du Marne au Rhin, der hier in einem Tunnel die Mauvage-Scheitelhaltung überwindet.  Der Fluss begleitet ab hier den Schifffahrtskanal nach Norden. Die Méholle ändert im Unterlauf ihren Namen auf Vidus und quert knapp vor der Mündung die Autobahn-ähnlich ausgebaute Nationalstraße N4.
Sie  mündet schließlich bei Void, im Gemeindegebiet von Void-Vacon auf einer Höhe von ungefähr 235 m von links in die Maas.
Der 17,65 km lange Lauf der Méholle endet ungefähr 68 Höhenmeter unterhalb ihrer Quelle, sie hat somit ein mittleres Sohlgefälle von etwa 3,8 ‰.

### Zuflüsse
(Reihenfolge in Fließrichtung)
- Ruisseau de Broussey-Blois (links), 3,4 km
- Ruisseau de Vacon (links), 1,0 km
- Ruisseau le Mazellin (links), 9,4 km

### Orte am Fluss
(Reihenfolge in Fließrichtung)
- Fraicul, Gemeinde Montigny-lès-Vaucouleurs
- Mauvages
- Moiron
- Villeroy-sur-Méholle
- Sauvoy
- Vacon, Gemeinde Void-Vacon
- Void, Gemeinde Void-Vacon